# La Ronge
La Ronge is een dorp in de Canadese provincie Saskatchewan met 2725 inwoners (2006). De stad ligt in het dunbevolkte noorden van de provincie, aan het eindpunt van de Saskatchewan Highway 2 en de CanAm Highway.